# Heineken Brouwerij (Amsterdam)

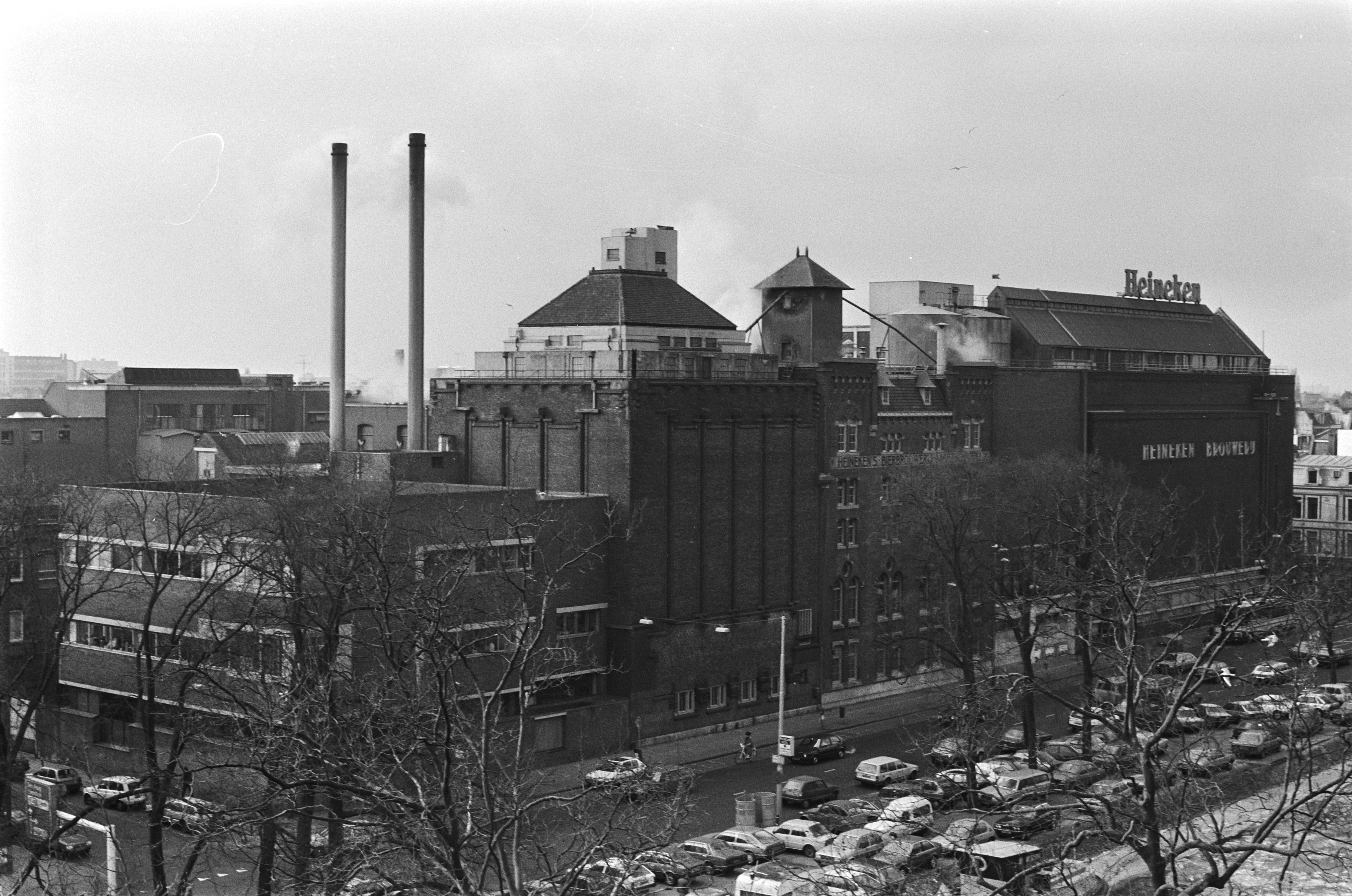
Het complex in 1986

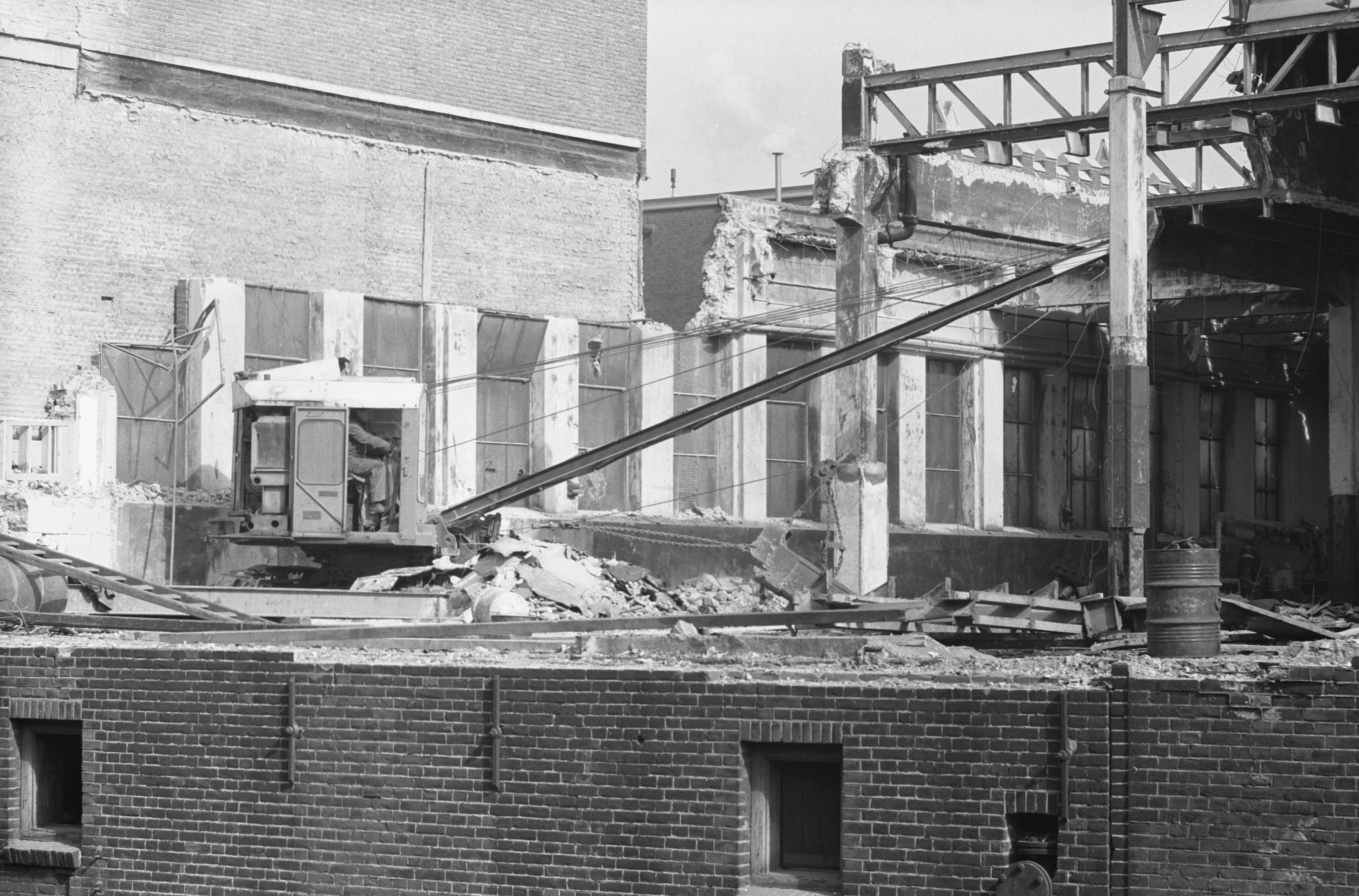
Verbouwingen in 1962

De Heineken Brouwerij is een voormalig brouwerijgebouw in Amsterdam, en de historische locatie van de brouwerijgroep Heineken.

## Geschiedenis
Heineken ontstond op 15 februari 1863 toen de 22-jarige Gerard Adriaan Heineken de brouwerij 'De Hooiberg' in Amsterdam overkocht. Deze brouwerij aan de Nieuwezijds Voorburgwal was al sinds 1592 actief maar de laatste jaren weggedeemsterd. Recente investeringen in een stoommachine hadden niet het verhoopte resultaat opgeleverd.
Omdat de Nieuwezijds Voorbrugwal, waarover de grondstoffen werden aangevoerd en het bier werd afgevoerd, bedreigd werd door demping, werd in 1867 al de oude brouwerij verlaten voor een nieuwbouw in de statdsrand, aan de Buitensingel, op de huidige Stadhouderskade in De Pijp.
Datzelfde jaar ontwikkelde Dr. Elion, een leerling van Louis Pasteur, de Heineken A-gist. Deze gist vormt nog steeds de basis voor het Heineken bier. In 1887 schakelde Heineken over op de productie van ondergistend bier.
De volgende decennia zou Heineken een steeds groter expansie kennen en zich richten op export. In Nederland werd het marktaandeel vergroot door het aankopen van concurrerende brouwerijen en deze vervolgens te sluiten, waardoor de ooit zo diverse Nederlandse biercultuur geschiedenis en vervangen werd door een homogene pilscultuur.
Het gebouwencomplex aan de Stadhouderskade werd meerdere keren vernieuwd en uitgebreid, om grotere productievolumes te kunnen realiseren.
In 1968 fuseerde Heineken met de grootste concurrent, het eveneens Amsterdamse Amstelbier. In Zoeterwoude werd in 1975 een grote nieuwe brouwerij met een nieuw hoofdkantoor geopend. De Amstelbrouwerij werd in 1980 gesloten, waarna de productie werd verplaatst naar Zoeterwoude en 's-Hertogenbosch. De Amsterdamse brouwerij werd in 1988 gesloten.

## Vandaag

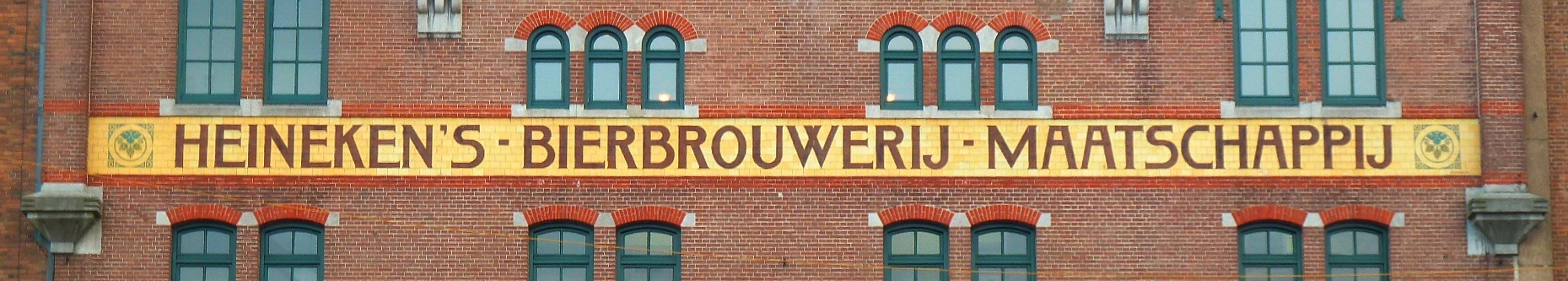
Brouwhuis

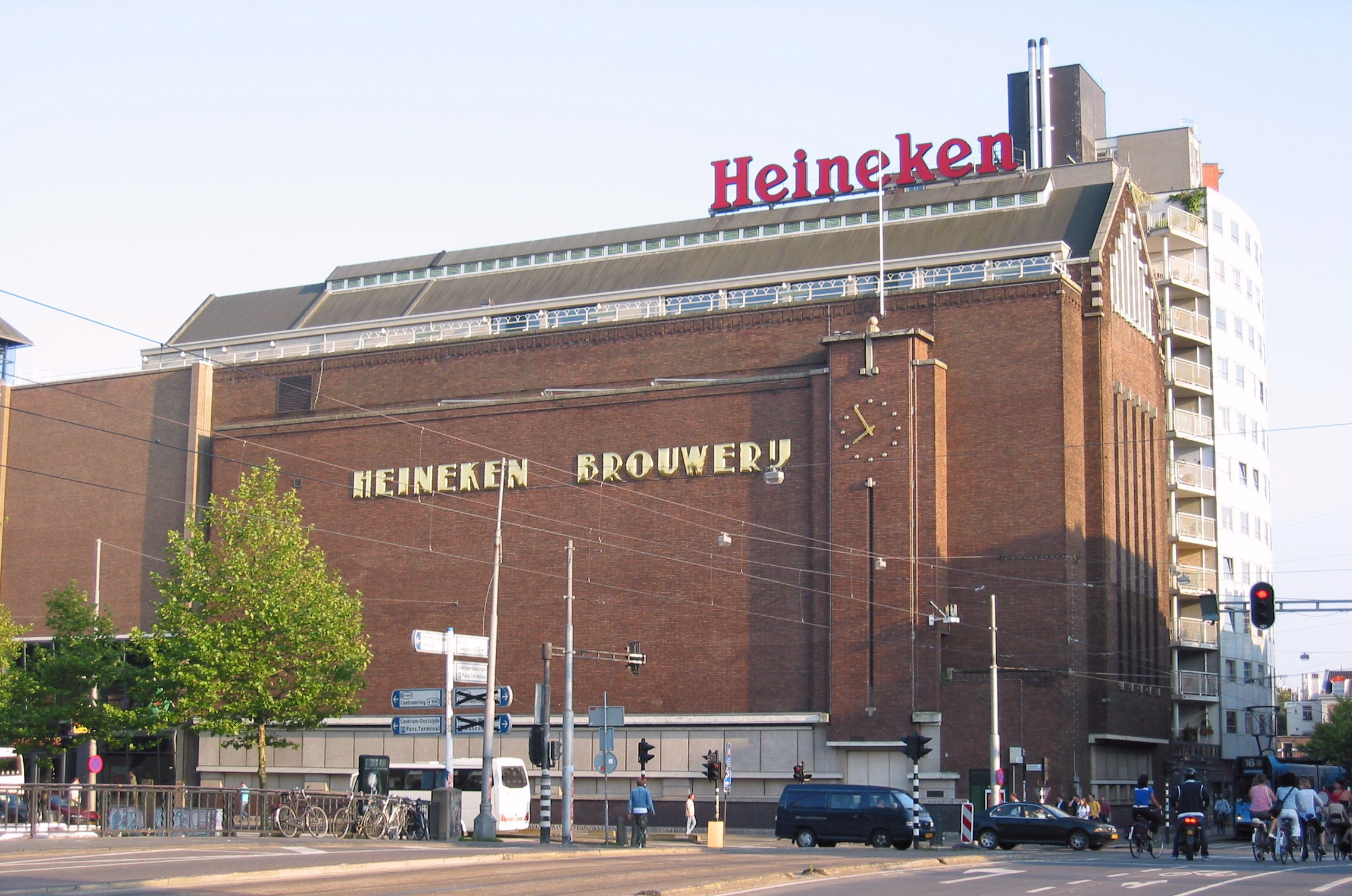
Bedrijfsgebouw op de hoek met de Fernand Bolstraat

Delen van het complex zijn in 1991 gesloopt en vervangen door woningbouw rond het nieuw aangelegde Marie Heinekenplein, vernoemd naar de schilderes Marie Heineken, familielid van de brouwers.
Andere delen, langs de Stadhouderkade, zijn bewaard en in 2006 beschermd als rijksmonument:
- Centraal in de gevelwand: het brouwhuis, gebouwd in 1911-1913. Dit is de eigenlijke brouwerij, verdeeld over zes verdiepingen, gekenmerkt door een tegeltableau over de volledige breedte: Heineken's Bierbrouwerij Maatschappij.
- Links van het brouwhuis, een silogebouw, gebouwd in 1925 naar ontwerp van Bert Johan Ouëndag, op straatniveau versierd met sculpturen door Lambertus Zijl
- Rechts van het brouwhuis, op de hoek met de Ferdinand Bolstraat, een imposant bedrijfs- en opslaggebouw, gebouwd in 1933-1934 naar ontwerp van de architecten Ouëndag. Dit beeldbepalend gebouw draagt in gouden letters het opschrift "Heineken Brouwerij" en een wijzerplaat.

Sinds 2001 is in de voormalige brouwerij een Heineken museum onder de naam Heineken Experience gevestigd.
De brouwerij stond in 2014 model voor het 95e Delfts blauwe huisje van de KLM.